# Kamilche (Washington)
Kamilche es un área no incorporada ubicada en el condado de Mason en el estado estadounidense de Washington.

## Geografía
Kamilche se encuentra ubicado en las coordenadas 47°7′50″N 123°5′48″O / 47.13056, -123.09667.